# Trócaire

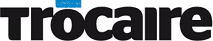
Trócaire

Trócaire [ˈt̪ɾoːkəɾʲə] (irisch Mitgefühl, Mitleid) ist die offizielle Entwicklungshilfeagentur für Übersee der irischen römisch-katholischen Kirche.
Die Organisation wurde 1973 von den Bischöfen Irlands gegründet. Sie soll „den verletzlichsten Menschen in den Entwicklungsländern helfen“ und in Irland die Aufmerksamkeit für Entwicklungsarbeit steigern. Die Zentrale von Trócaire befindet sich in Maynooth im Co Kildare.
Trócaire ist Mitglied der Coopération Internationale pour le Développement et la Solidarité (CIDSE) mit Sitz in Brüssel.